# Lago da Barragem Dixence
O Lago da Barragem Dixence é um lago artificial com origem numa barragem de gravidade em cimento localizada em Val d'Hérens no cantão de Valais na Suíça.
A parede da barragem que origina o logo tem 285 metros de altura, sendo a barragem de gravidade mais alta do mundo, a maior barragem do seu género na Europa.
O seu principal objetivo é a produção de energia hidrelétrica e as quatro estações que fornece têm uma capacidade combinada de 2.069 MW para produzir 2 bilhões de kWh por ano, suficiente para 400 mil residencias.